# Fjernsyn (film)
 For alternative betydninger, se Fjernsyn (flertydig). (Se også artikler, som begynder med Fjernsyn)
Fjernsyn er en dansk kortfilm fra 2010 instrueret af Christopher Krøyer Magelund og efter manuskript af Lho Brockhoff.

## Handling
Et ægtepar tilbringer alle deres aftener foran fjernsynet, men det er mest manden, der virker inddraget af TV'et . Kvinden er rastløs og forsøger at tiltrække sig mandens opmærksomhed gennem forskellige ting – hun larmer og laver popcorn, men intet hjælper. Kvinden observerer, at hendes mand stirrer på en anden kvinde klædt i rødt inde i fjernsynet, og næste dag iklæder hun sig selv den lille røde og forsøger at forføre sin mand. Da dette heller ikke virker, stiller hun sig foran fjernsynet, men han ser bare forbi hende. Kvinden forlader stille lokalet. Næste aften sidder manden alene og ser fjernsyn, og ser pludselig sig selv på skærmen, med sin kone ved siden af sig. Hun står med kufferter og sin jakke og vinker farvel, før hun går. Manden ser sig omkring og opdager, at han er alene...